# J. Donald Cameron
Cet article possède un paronyme, voir Donald Cameron.
Pour les articles homonymes, voir Cameron.
James Donald Cameron, né le 14 mai 1833 à Middletown, dans le comté du Dauphin (Pennsylvanie) et mort le 30 août 1918 dans le comté de Lancaster (Pennsylvanie), est un homme politique américain. Membre du Parti républicain, il est secrétaire à la Guerre entre 1876 et 1877 dans l'administration du président Ulysses S. Grant puis sénateur de Pennsylvanie entre 1877 et 1897.

## Biographie
Il est le fils de l'homme politique Simon Cameron.

## Crédit d'auteurs
- (en) Cet article est partiellement ou en totalité issu de l’article de Wikipédia en anglais intitulé « J. Donald Cameron » (voir la liste des auteurs).